# Aenictus bayoni
Aenictus bayoni är en myrart som beskrevs av Menozzi 1933. Aenictus bayoni ingår i släktet Aenictus och familjen myror. Inga underarter finns listade i Catalogue of Life.